# Поща
Пощата е система за предаване на информация и предмети, при която писмени документи и малки пакети се пренасят от едно място на друго. Поща е и съкратеното наименование на пощенската станция, където се осигуряват пощенски услуги. Името поща на български език се отнася също така и за писмата и списанията, които се получават ежедневно в пощенската кутия. За по-лесно сортиране и разпространение на пощата всички пощенски станции получават пощенски код.

## История на пощата
Още от дълбока древност възниква необходимостта за комуникация на разстояние и обмяна на информация. Особено след създаване на писмеността, размяната на писмени съобщения става належаща. В Древна Гърция, Римската империя, Египет, Персия и Китай съществува добре развита държавна пощенска връзка, която се осъществява с пешеходци или конници посредством щафета. Друг начин е използването на пощенски гълъби със закачено писмено съобщение на крака.
На територията на Западна Европа през 15. век започва да действа частна поща, създадена в Германия, която конкурира държавната. Частната поща просъществува 400 години и е откупена през 1867 от правителството на Прусия. През 16. и 17. век във Франция, Англия, Швеция и някои други страни възниква централизирана кралска поща. Постепенно с развитието на обществото и науката става наложително пощенски услуги да се извършват в световен мащаб, между отделните държави.

### В България
Националните пощенски услуги в България са организирани след Освобождението на България, когато Временното руско управление предава на българските власти всички пощенски и телеграфни станции с целия им инвентар и съоръжения. През 1889 г. е приет закон, с който се създава „Главна дирекция на пощите и телеграфите“.

## Пощенска марка
Пощенска марка е знак, свидетелстващ за заплатена пощенска услуга, преди всичко изпращане и доставяне на кореспонденция. Традиционно марките се издават във вид на хартиена лента с лепило от едната страна и изображение и надписи от другата, която се залепва на пощенските пликове или колетите. Като правило, освен номиналната стойност на заплатената услуга, на марката се указва държавната принадлежност, годината на издаване. Печатат се и декоративни елементи. През 1840 г. в Англия са отпечатани първите в историята пощенски марки – „Черното пени“, на които е изобразена кралица Виктория. В България първите пощенски марки се появяват след Освобождението.  Филателията се занимава с пощенските марки и тяхното колекциониране.

## Пощенски услуги
- Писмо
- Пощенска картичка
- Пощенски колет
- Секограма
- Телеграма

## Други
На пощите е наречена улица „Пощенска“ в квартал „Орландовци“ в София (Карта).